# Donald Leonard Faris
Pour les articles homonymes, voir Faris.
Donald Leonard Faris (né le 18 novembre 1936) est un ministre de l'Église unie du Canada et un homme politique provincial canadien de la Saskatchewan. Il représente la circonscription d'Arm River à titre de député du Nouveau Parti démocratique de la Saskatchewan de 1971 à 1978.

## Biographie
Né à Vancouver en Colombie-Britannique, Faris étudie la théologie à l'Université de la Colombie-Britannique. Doctorant en doctrine chrétienne de l'Université d'Édimbourg en Écosse en 1967, il entame une carrière politique en 1971. Réélu en 1975, il est défait en 1978 et en 1982.
Durant son passage à l'Assemblée législative de la Saskatchewan, il sert comme ministre de l'Éducation continue de 1976 à 1978 et ministre de l'Éducation de 1977 à 1978.